# SIGLEC9
SIGLEC9‏ (Sialic acid binding Ig like lectin 9) هوَ بروتين يُشَفر بواسطة جين SIGLEC9 في الإنسان.